# Швайцер, Отто (футболист)
О́тто Шва́йцер (нем. Otto Schweizer; 9 ноября 1924, Мюнхен — 3 марта 2022) — немецкий футболист и футбольный функционер, играл на позиции нападающего.

## Биография

### Игровая карьера
В возрасте 14 лет присоединился к «Баварии» и в течение нескольких лет играл за молодёжную команду. В разгар Второй мировой войны дебютировал за основную команду, за которую играл в течение 10 сезонов. Всего Оберлиге «Юг» сыграл в общей сложности 186 матчей и забил 38 голов.

### Карьера функционера
С 2004 по 2016 год был членом почётного совета «Баварии».

### Признание и смерть
В ноябре 2018 года получил игровую майку с номером «1» в знак признания своих заслуг.
Скончался 3 марта 2022 года в возрасте 97 лет.